# Novara (tỉnh)
Novara (tiếng Ý Provincia di Novara) là một tỉnh trong vùng Piemonte của Ý. Tỉnh lỵ là thành phố Novara.
Tỉnh có diện tích 1.339 km², tổng dân số 365.156 người (2008). Có 88 đô thị trong tỉnh (.